# Paul Kalkbrenner
Paul Kalkbrenner (Lipsia, 11 giugno 1977) è un musicista, disc jockey e produttore discografico tedesco.

## Biografia
Nato a Lipsia, cresce a Lichtenberg, Berlino, situata nella parte est della città prima della caduta del Muro di Berlino, ed è qui che inizia a suonare già nella prima metà degli anni '90 nei club giovanili di Berlino, interessandosi alla musica techno insieme con il suo amico Sascha Funke. Grandi ammiratori della band Underground Resistance di Detroit, Kalkbrenner e Funke passano gli anni tra il 1992 e il 1997 alla ricerca delle migliori tracce techno dell'epoca. Nel frattempo a scuola ha imparato a suonare la tromba e ha studiato teoria musicale. Dal 1995, all'età di 18 anni, lavora per 2 anni come montatore nell'industria televisiva per finanziare l'equipaggiamento necessario per produrre la sua musica. Nel 1999 segue l'etichetta discografica BpitchControl, fondata da Ellen Allien. È proprio per questa che produce i suoi attuali otto dischi.
Nel 2008 è il protagonista di Berlin Calling, film di Hannes Stöhr, in cui egli interpreta il ruolo di Ickarus, un disc jockey in un periodo di crisi e declino dopo aver raggiunto la fama internazionale. Per questa pellicola, un cult del genere, Kalkbrenner ha prodotto la colonna sonora, pubblicando un album dal quale è stato estratto nel 2009 il singolo Sky and Sand, diventato in seguito uno dei suoi brani più noti.
Tra le sue influenze musicali cita spesso i Kraftwerk e la musica folk tradizionale tedesca.

## Vita privata
Nel 2012 ha sposato la disc jockey rumena Simina Grigoriu.
Ha un fratello minore, Fritz Kalkbrenner, anch'egli dj.

## Discografia

### Album
- 2001: Superimpose (BPitch Control)
- 2001: Zeit (BPitch Control)
- 2004: Self (BPitch Control)
- 2005: Maximalive (Minimaxima)
- 2006: Reworks (BPitch Control)
- 2008: Berlin Calling (BPitch Control)
- 2011: Icke wieder (Paul Kalkbrenner Musik)
- 2012: Guten Tag (Paul Kalkbrenner Musik)
- 2014: X (Paul Kalkbrenner Musik)
- 2015: 7 (Sony Music)
- 2017: Back To The Future
- 2018: Parts of life

### Singoli
- 1999: Paul dB+ – Largesse EP (Synaptic Waves)
- 1999: Paul dB+ – Friedrichshain (BPitch Control)
- 2000: Paul dB+ – Largesse Plus EP (Synaptic Waves)
- 2000: Paul dB+ – Gigahertz (Cadeaux)
- 2000: Paul Kalkbrenner – dB+ (BPitch Control)
- 2001: Grenade – Performance Mode (Cadeaux)
- 2001: Paul Kalkbrenner – Chrono (BPitch Control)
- 2002: Paul Kalkbrenner – Brennt (BPitch Control)
- 2003: Paul Kalkbrenner – Steinbeißer (BPitch Control)
- 2003: Paul Kalkbrenner – F.FWD (BPitch Control)
- 2004: Paul Kalkbrenner – Press On (BPitch Control)
- 2005: Paul Kalkbrenner – Tatü-Tata (BPitch Control)
- 2006: Paul Kalkbrenner – Keule (BPitch Control)
- 2007: Paul Kalkbrenner – Altes Kamuffel (BPitch Control)
- 2008: Paul Kalkbrenner – Bingo Bongo (BPitch Control)
- 2009: Paul & Fritz Kalkbrenner – Sky and Sand (BPitch Control)
- 2009: Paul Kalkbrenner – Berlin Calling Vol. 1 (BPitch Control)
- 2009: Paul Kalkbrenner – Berlin Calling Vol. 2 (BPitch Control)
- 2011: Paul Kalkbrenner – Jestrüpp (Paul Kalkbrenner Musik)
- 2011: Paul Kalkbrenner – Böxig Leise (Paul Kalkbrenner Musik)
- 2012: Paul Kalkbrenner – Das Gezabel (Paul Kalkbrenner Musik)
- 2012: Paul Kalkbrenner – Der Stabsvörnern (Paul Kalkbrenner Musik)
- 2015: Paul Kalkbrenner – Cloud rider
- 2015: Paul Kalkbrenner – Mothertrucker
- 2015: Paul Kalkbrenner – Feed Your Head
- 2019: Paul Kalkbrenner - No Goodbye
- 2020: Paul kalkbrenner - Parachute